# 约翰内斯·亨切尔
约翰内斯·亨切尔（Johannes Hentschel，1908年5月10日—1982年4月27日）是阿道夫·希特勒的德國總理府的总機修工。他也曾在1945年于元首地堡中担任同一职务。1945年5月2日，他向苏联红军投降。他于1982年逝世于西德阿赫恩。